# Accu-vonken - Artikelen van algemeen belang
Accu-vonken: uitgave van De Accu - Artikelen van algemeen belang was een verzetsblad uit de Tweede Wereldoorlog, dat vanaf 15 oktober 1944 tot mei 1945 in Amsterdam werd uitgegeven. Het blad verscheen tot november 1944 wekelijks, daarna 3 à 4 x per week. Het werd gestencild, maar in december 1944 en januari 1945 gedrukt en de inhoud bestond voornamelijk uit opinie-artikelen.
Accu-vonken werd naast het dagelijks verschijnend nieuwsblad De Accu uitgegeven, het bood oriëntering op politiek gebied.

## Betrokken personen
- J. Faber was de hoofdredacteur.

De artikelen werden geschreven door
- dr. H. (Hendrik) Brugmans[1]
- dr. Arie Nicolaas Jan den Hollander
- J.G. (Ko) Suurhoff
- prof. dr. M. Valkhoff
- F. Beumer en M. Tulp

## Gerelateerde kranten
- Accu : B(etrouwbare) B(erichten) C(entrale)[2]